# 喬治·伯納德·丹齊格
乔治·伯纳德·丹齐格（英語：George Bernard Dantzig，1914年11月8日—2005年5月13日），美国应用数学家，1947年提出了单纯形法，被稱為線性規劃之父。

## 經歷

### 家庭背景
丹齐格的父亲托比阿斯·丹齐格是名俄罗斯数学家，曾在巴黎与大数学家昂利·庞加莱学习。托比阿斯与索邦大学学生安雅·乌里松结婚，他们移民美国。

### 教育经历
1936年，丹齐格在馬里蘭大學學院市分校获得数学和物理学士学位。1937年，丹齐格在密歇根大学获得数学硕士学位。
丹齐格在柏克萊攻读博士学位，但因第二次世界大战而中断。他成了美国空军总部统计控制的战斗分析处主任，处理供应链的补给和管理成千上百的人员和物资。工作给他真实世界的问题，就是线性规划将要解决的。
1948年，丹齐格在威斯康星大学公布自己的线性规划研究时，数理统计学权威哈罗德·霍特林在讨论会上不客气地向他提了1个难题：“可我们都知道世界不是线性的。”意思就是认为线性规划缺乏实用性。丹齐格当时还是一个学界新人，面对大人物的发难，当时完全不知所措。另一位著名数学家约翰·冯诺依曼主动为其解围，说：“报告者把题目定为‘线性规划’，陈述原理的时候也很谨慎。你的应用要是满足他的原理，那就用他的模型；要是不满足，那就不用。”1946年，他在加利福尼亚大学柏克萊分校获得博士学位。

### 职业生涯
1952年他在兰德公司从事应用数学研究，在公司电脑上实行线性规划。1960年他被母校聘任教授计算机科学，終于当上作業研究中心主任。1966年他在史丹福大学当类似职位，留在那里直到1990年代退休。
他除了线性规划和單形法的杰出工作，还推进很多领域的发展，有分解论、灵敏度分析、互補主元法、大系统优化、非线性规划和不确定规划。《工业和应用数学学会最优化杂志》（SIAM Journal on Optimization）1991年创刊号是献给他的。
数学规划学会（Mathematical Programming Society）为表彰丹齐格，设立丹齐格奖，从1982年起每3年颁给1至2位在数学规划有突出贡献的人。
2005年，丹齐格因糖尿病和心血管疾病的并发症，在其位于加利福尼亚州帕洛阿尔托的家中逝世。

## 曾获荣誉
- 1975年获得美国国家科学奖章。
- 1976年获得马里兰大学荣誉博士学位。
- 1974年获得冯·诺伊曼理论奖（John von Neumann Theory Prize）。
- 1985年获得哈维奖（Harvey Prize）。
- 1995年获得哈罗德·彭德奖（Harold Pender Award）。
- 获得美国国家科学院院士
- 获得美国国家工程院院士
- 获得美国人文与科学院院士

## 流行文化
丹齐格学生时代偶然发明线性规划的传奇经历，成为了以后一个著名都会传奇的来源。
1939年，他在柏克萊作研究生。有一堂课丹齐格迟到了。当时开始上课还不久，耶日·內曼教授在黑板上写了2个著名的未解统计学问题的例子（一說是4題）。丹齐格稍后到达时把它们当作习题抄下。按丹齐格的话，那些问题“看来比平常难了点”，不过几天后他递交了2题的完整解答，仍以为它们是已逾期的功课（一說丹齊格告訴教授，上次的作業太難了，我只解了其中的兩題）。6周后心情激动的教授內曼探访丹齐格，他准备好把丹齐格其中一题的解答递交往一份数学期刊发表。多年后另一个研究者亚伯拉罕·瓦尔德得到第2题的结论，要发表一份论文。他知道了丹齐格之前的解答，就把丹齐格列为合著者。
这故事开始流传，并用作启导教材展示正面思考的力量。时间过去，丹齐格的名字不见了，事实改写了，但基本故事仍以都会传奇形式散播。

### 文内引用
1. ↑  Gass, Saul I. . . International Series in Operations Research & Management Science 147. 2011: 217–240. ISBN 978-1-4419-6280-5. doi:10.1007/978-1-4419-6281-2_13.
2. ↑  见Cook 2013，第110-111頁 (位于该书第5章“线性规划”第5.1.3节“线性的世界”)。
3. ↑  Joe Holley (2005). "Obituaries of George Dantzig" （页面存档备份，存于）. In: Washington Post, May 19, 2005; B06

### 补充来源
- William J. Cook. 李瑛 (责任编辑); 岳新欢 (执行编辑) , 编.  [迷茫的旅行商：一个无处不在的计算机算法问题]. 隋春宁 (汉译者) 1. 中国北京市崇文区夕照寺街14号: 人民邮电出版社. 2013. ISBN 978-7-115-32773-4 （中文（中国大陆））.